# Filmmuseet i Kristianstad

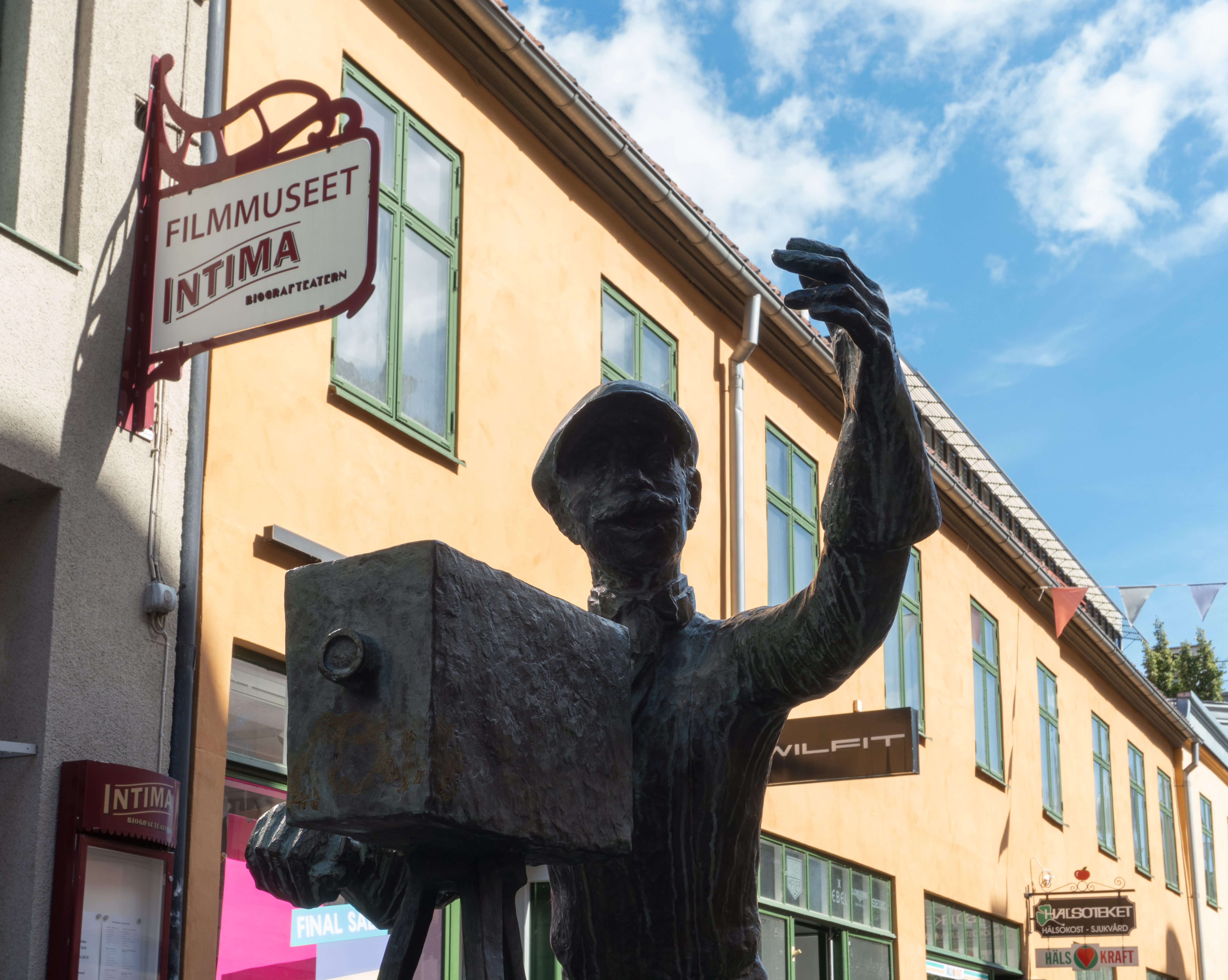
Staty utanför museet.

Filmmuseet i Kristianstad är ett svenskt museum över den allra tidigaste svenska filmproduktionen. Museet lyder under Regionmuseet Kristianstad och invigdes i Kristianstad år 1972.
Museet är inrymt i den första svenska filmateljén, ursprunget för svensk filmverksamhet. Det ligger högst upp i den fastighet på Östra Storgatan 53, där Kristianstads första biograf öppnade 1905 för att sedan öppna ett flertal biografer på andra orter i landet. År 1907 samlades verksamheten under den sedermera legendariske filmbolagsdirektören Charles Magnusson i bolaget AB Svenska Biografteatern, dagligas kallad Svenska Bio, som 1919 skulle komma att ombildas till landets än i dag ledande filmbolag, Svensk Filmindustri AB. Utöver sin biografkedja ägnade man sig även åt import, försäljning och uthyrning av filmer till andra och började spela in egna kortare journalfilmer och reportage från olika händelser. 
Våren 1909 inrättades i denna fastighet Sveriges första filmateljeer för landets första produktion av längre spelfilmer i samarbete med personal från bland annat Dramaten och Kungliga Teatern; många kända klassiska berättelser som Värmlänningarna, Fänrik Ståls sägner, Bröllopet på Ulfåsa, men också nyskrivet som Emigrant (1910) med manus av Henning Berger. Av praktiska skäl flyttades  produktionsverksamheten 1911 till företagets nya filmateljéer på Lidingö utanför Stockholm.
I dag visar museet den intakta studiomiljön med dekor och de stora specialfönstren samt terrass för utomhusinspelningar. Dessutom inryms en mindre filmhistorisk utställning, ett kafé och en liten biografsalong, där bland annat visning av äldre stumfilmer sker regelbundet i samverkan med bland andra Kristianstads Filmstudio.

## Filmografi Kristianstadsateljén
- 1910 – Värmlänningarne
- 1910 – Fänrik Ståls sägner
- 1910 – Bröllopet på Ulfåsa
- 1910 – Bröllopet på Ulfåsa (inspelad efter den tidigare versionen, aldrig släppt)
- 1910 – Regina von Emmeritz och Konung Gustaf II Adolf [2]
- 1910 – Emigranten (aldrig släppt)
- 1910 – Emigrant (aldrig släppt)
- 1911 – Järnbäraren